# Lijst van rijksmonumenten in Heemstede
De plaats en gemeente Heemstede (Noord-Holland) telt 109 inschrijvingen in het rijksmonumentenregister. Hieronder een overzicht. 
| Object | Oorspronkelijke functie?  | Bouwjaar                                     | Architect                                   | Locatie                   | Coördinaten?                  | Nr.?   | Afbeelding                                             |
| --- | ------------------------- | -------------------------------------------- | ------------------------------------------- | ------------------------- | ----------------------------- | ------ | ------------------------------------------------------ |
| Landhuis Meer en Bosch | Kasteel, buitenplaats     | 18e eeuw                                     |                                             | Achterweg 5               | 52° 20' 29" NB, 4° 37' 24" OL | 21083  | Meer afbeeldingen                                      |
| Twee dienstwoningen van het voormalige Bosch en Hoven | Dienstwoning              | 18e eeuw                                     |                                             | Caspar Fagellaan 8        | 52° 21' 41" NB, 4° 37' 10" OL | 21084  | Meer afbeeldingen                                      |
| Complex Mariënheuvel/Meer en Berg: Meerzicht | Kasteel, buitenplaats     | 18e eeuw                                     |                                             | Glipperdreef 205          | 52° 20' 1" NB, 4° 36' 55" OL  | 21086  | Meer afbeeldingen                                      |
| Witgepleisterd pand onder met pannen belegd zadeldak aan de zijden gedeeltelijk afhangend over uitbouwen. Schuiframen. Staafankers                              | Woonhuis                  |                                              |                                             | Glipperpad 1              | 52° 19' 47" NB, 4° 36' 35" OL | 21089  | Meer afbeeldingen                                      |
| Pand met topgevel, houten deuromlijsting | Woonhuis                  | 18e eeuw                                     |                                             | Glipperweg 70             | 52° 19' 46" NB, 4° 36' 32" OL | 21092  | Meer afbeeldingen                                      |
| Pand met witgepleisterde topgeveltje | Woonhuis                  | 17e eeuw                                     |                                             | Glipperweg 72             | 52° 19' 46" NB, 4° 36' 33" OL | 21093  | Meer afbeeldingen                                      |
| Lage dienstwoning, gepleisterde lijstgevel | Dienstwoning              |                                              |                                             | Groenendaal 4a            | 52° 20' 20" NB, 4° 36' 49" OL | 21095  | Upload foto                                            |
| Oud-Berkenroede. Rechthoekig statig landhuis. | Woonhuis                  | 18e eeuw                                     |                                             | Herenweg 145              | 52° 21' 31" NB, 4° 36' 53" OL | 21108  | Meer afbeeldingen                                      |
| Kennemeroord: hek hardsteen pijlers en gesmeed hek | Erfscheiding              |                                              |                                             | Herenweg bij 138          | 52° 21' 25" NB, 4° 36' 57" OL | 21109  | Kennemeroord: hek hardsteen pijlers en gesmeed hek     |
| Welgelegen | Woonhuis                  | 18e eeuw                                     |                                             | Herenweg 142              | 52° 21' 28" NB, 4° 36' 55" OL | 21111  | Meer afbeeldingen                                      |
| Smeedijzer hek aan de overtuin van "het Manpad" | Erfscheiding              |                                              |                                             | Herenweg tegenover 9      | 52° 20' 8" NB, 4° 36' 2" OL   | 21113  | Smeedijzer hek aan de overtuin van "het Manpad"        |
| Kennemeroord: ijskelder | Tuin, park en plantsoen   |                                              |                                             | Koediefslaan bij 97       | 52° 21' 27" NB, 4° 36' 59" OL | 21115  | Meer afbeeldingen                                      |
| De Dorstige Kuil | Horeca                    | 18e eeuw                                     |                                             | Koediefslaan 69           | 52° 21' 25" NB, 4° 37' 4" OL  | 21116  | Meer afbeeldingen                                      |
| Lage gecementeerde woning met schuiframen en roedeverdeling vensters                                                                                            | Woonhuis                  | 18e eeuw                                     |                                             | Koediefslaan 97           | 52° 21' 27" NB, 4° 36' 59" OL | 21117  | Meer afbeeldingen                                      |
| Pand met lijstgevel met kleine roeden vensters | Woonhuis                  | 18e eeuw                                     |                                             | Koediefslaan 121          | 52° 21' 28" NB, 4° 36' 56" OL | 21118  | Meer afbeeldingen                                      |
| Koepeltje wit gepleisterd | Woonhuis                  | 18e eeuw                                     |                                             | Koediefslaan bij 121      | 52° 21' 28" NB, 4° 36' 57" OL | 21119  | Koepeltje wit gepleisterd                              |
| Slot Heemstede. Met natuurstenen brug beeldhouwwerk en leeuw, koetshuis dienstgebouw en het verdwenen slot. Toegangspoortje. Duivenpoort. Keermuren met ballen. | Kasteel, buitenplaats     | middeleeuws/17e-eeuws                        |                                             | Ingenieur Lelylaan 33     | 52° 20' 24" NB, 4° 37' 52" OL | 21120  | Meer afbeeldingen                                      |
| "de kapel". Lage langgerekte woning | Woonhuis                  | 18e eeuw                                     |                                             | Manpadslaan 5             | 52° 20' 15" NB, 4° 35' 47" OL | 21122  | "de kapel". Lage langgerekte woning                    |
| "Overlaan". Laag rechthoekig huis | Woonhuis                  | begin 19e eeuw                               |                                             | Raadhuisplein 9           | 52° 20' 44" NB, 4° 37' 11" OL | 21123  | Meer afbeeldingen                                      |
| Restaurant "het Wapen van Heemstede" | Horeca                    | 18e eeuw                                     |                                             | Wilhelminaplein 4         | 52° 20' 36" NB, 4° 37' 30" OL | 21124  | Restaurant "het Wapen van Heemstede"                   |
| Oude Kerk | Kerk en kerkonderdeel     | 1623-1625                                    |                                             | Achterweg bij 17          | 52° 20' 35" NB, 4° 37' 29" OL | 21125  | Meer afbeeldingen                                      |
| Eikenrode | Tuin, park en plantsoen   | 18e eeuw (delen)                             |                                             | Herenweg 4                | 52° 19' 52" NB, 4° 36' 38" OL | 21128  | Meer afbeeldingen                                      |
| Dennenheuvel | Tuin, park en plantsoen   | 18e eeuw (delen)                             |                                             | Herenweg bij 8            | 52° 19' 57" NB, 4° 36' 6" OL  | 21129  | Dennenheuvel                                           |
| Ipenrode: hoofdgebouw | Kasteel, buitenplaats     | 18e eeuw (oorsprong)                         |                                             | Herenweg 63               | 52° 20' 52" NB, 4° 36' 22" OL | 345563 | Meer afbeeldingen                                      |
| Ipenrode: ingangshek | Erfscheiding              | midden 18e eeuw                              |                                             | Herenweg 63               | 52° 20' 52" NB, 4° 36' 22" OL | 345564 | Meer afbeeldingen                                      |
| Ipenrode: damhek | Erfscheiding              | 18e eeuw                                     |                                             | Herenweg 65               | 52° 20' 54" NB, 4° 36' 22" OL | 345565 | Upload foto                                            |
| Ipenrode: parkaanleg | Tuin, park en plantsoen   | 17e/18e/19e eeuw                             |                                             | Herenweg bij 63           | 52° 20' 54" NB, 4° 36' 22" OL | 345566 | Meer afbeeldingen                                      |
| Ipenrode: koetshuis/stalgebouw | Bijgebouwen kastelen enz. | 18e eeuw (schuiframen)                       |                                             | Herenweg 65               | 52° 20' 54" NB, 4° 36' 22" OL | 345567 | Meer afbeeldingen                                      |
| Ipenrode: tuinmanswoning | Dienstwoning              | 1908                                         |                                             | Herenweg 67               | 52° 20' 56" NB, 4° 36' 19" OL | 345568 | Upload foto                                            |
| Ipenrode: dienstwoning | Dienstwoning              | 18e eeuw (dienstwoning) 19e-eeuwse (uitbouw) |                                             | Herenweg 69               | 52° 20' 52" NB, 4° 36' 21" OL | 345574 | Upload foto                                            |
| Huis te Manpad: hoofdgebouw | Kasteel, buitenplaats     | 1630                                         |                                             | Herenweg 9                | 52° 20' 11" NB, 4° 36' 9" OL  | 46741  | Meer afbeeldingen                                      |
| Huis te Manpad: tuin- en parkaanleg | Tuin, park en plantsoen   | 1720-1742                                    |                                             | Herenweg bij 9            | 52° 20' 10" NB, 4° 35' 56" OL | 46742  | Meer afbeeldingen                                      |
| Huis te Manpad: hoofdinrijhek | Erfscheiding              | tweede kwart 18e eeuw                        |                                             | Herenweg bij 9            | 52° 20' 8" NB, 4° 36' 2" OL   | 46743  | Meer afbeeldingen                                      |
| Huis te Manpad: koetshuis met dienstwoning | Bijgebouwen kastelen enz. | tweede kwart 18e eeuw                        |                                             | Herenweg 7                | 52° 20' 6" NB, 4° 36' 5" OL   | 46744  | Meer afbeeldingen                                      |
| Huis te Manpad: tuinmanswoning | Bijgebouwen kastelen enz. | tweede kwart 18e eeuw                        |                                             | Herenweg 11               | 52° 20' 9" NB, 4° 36' 7" OL   | 46745  | Meer afbeeldingen                                      |
| Huis te Manpad: bakstenen boogbrug | Tuin, park en plantsoen   | eerste helft 18e eeuw                        |                                             | Herenweg bij 9            | 52° 20' 8" NB, 4° 36' 2" OL   | 46746  | Meer afbeeldingen                                      |
| Huis te Manpad: ijskelder | Tuin, park en plantsoen   | 19e eeuw                                     |                                             | Herenweg bij 9            | 52° 20' 8" NB, 4° 36' 2" OL   | 46747  | Meer afbeeldingen                                      |
| Huis te Manpad: tuinmuur | Erfscheiding              | ca. 1730/1742                                |                                             | Manpadslaan bij 1         | 52° 20' 12" NB, 4° 36' 4" OL  | 46748  | Meer afbeeldingen                                      |
| Huis te Manpad: orangerie met dienstwoningen | Dienstwoning              | tweede kwart 18e eeuw                        |                                             | Manpadslaan 1             | 52° 20' 12" NB, 4° 36' 4" OL  | 46749  | Meer afbeeldingen                                      |
| Huis te Manpad: zijinrijhek | Erfscheiding              | ca. 1732                                     |                                             | Manpadslaan bij 1         | 52° 20' 13" NB, 4° 35' 59" OL | 46750  | Meer afbeeldingen                                      |
| Huis te Manpad: voormalige menagerie | Bijgebouwen kastelen enz. | tweede kwart 18e eeuw                        |                                             | Manpadslaan bij 1         | 52° 20' 12" NB, 4° 35' 60" OL | 46751  | Meer afbeeldingen                                      |
| Huis te Manpad: houten brug | Tuin, park en plantsoen   | 19e eeuw                                     |                                             | Manpadslaan bij 1         | 52° 20' 12" NB, 4° 36' 4" OL  | 46752  | Meer afbeeldingen                                      |
| Huis te Manpad: muren van de moestuin | Erfscheiding              | 1737 en na 1861                              |                                             | Herenweg bij 7            | 52° 20' 5" NB, 4° 35' 54" OL  | 46753  | Meer afbeeldingen                                      |
| Huis te Manpad: zandstenen beelden | Tuin, park en plantsoen   | 1734                                         |                                             | Herenweg bij 9            | 52° 20' 8" NB, 4° 36' 2" OL   | 46754  | Meer afbeeldingen                                      |
| Huis te Manpad: zandstenen vaas | Tuin, park en plantsoen   | tweede kwart 18e eeuw                        |                                             | Herenweg bij 9            | 52° 20' 8" NB, 4° 36' 2" OL   | 46755  | Meer afbeeldingen                                      |
| De Naald | Gedenkteken               | 1817                                         |                                             | Manpadslaan bij 1         | 52° 20' 11" NB, 4° 36' 11" OL | 46756  | Meer afbeeldingen                                      |
| De Nachtegaal | Industrie- en poldermolen | 1760 (bouw) 1936 (onttakeld)                 |                                             | Glipperweg 94             | 52° 19' 48" NB, 4° 36' 38" OL | 507409 | Meer afbeeldingen                                      |
| Seminarie Hageveld | Onderwijs en wetenschap   | 1922-1930                                    | J. Stuyt                                    | Cruquiusweg 15            | 52° 20' 53" NB, 4° 37' 53" OL | 508446 | Meer afbeeldingen                                      |
| Seminarie Hageveld: stenen brug | Brug                      | 1922-1925                                    | J. Stuyt                                    | Cruquiusweg bij 15        | 52° 20' 55" NB, 4° 38' 12" OL | 508447 | Meer afbeeldingen                                      |
| Bollenschuur | Boerderij                 | 1907-1908                                    | P. Smit                                     | Kadijk bij 34             | 52° 19' 55" NB, 4° 36' 19" OL | 508448 | Bollenschuur                                           |
| Villa gebouwd als pastorie | Kerkelijke dienstwoning   | 1868                                         |                                             | Achterweg 11              | 52° 20' 32" NB, 4° 37' 29" OL | 508449 | Villa gebouwd als pastorie                             |
| Vrijstaande (houten) villa, montagewoning | Woonhuis                  | 1921                                         |                                             | Bronsteeweg 1             | 52° 21' 25" NB, 4° 37' 18" OL | 508450 | Meer afbeeldingen                                      |
| Bollenschuur | Opslag                    | 1800-1849                                    | D. van Letten                               | Herenweg 19               | 52° 20' 16" NB, 4° 36' 15" OL | 508452 | Bollenschuur                                           |
| Gebouw voor de bloembollencultuur | Boerderij                 | 1924-1928                                    | J. Zietsma                                  | Leidsevaartweg 1          | 52° 19' 45" NB, 4° 35' 28" OL | 508453 | Meer afbeeldingen                                      |
| Raadhuis | Bestuursgebouw en onderdl | 1906                                         | J.Th.J. Cuypers, J. Stuyt en J.Th.A. Etmans | Raadhuisplein 1           | 52° 20' 47" NB, 4° 37' 10" OL | 508454 | Meer afbeeldingen                                      |
| Atelierwoning | Werk-woonhuis             | 1921                                         | H.A. van den Eijnde                         | Willem van de Veldekade 2 | 52° 21' 39" NB, 4° 37' 41" OL | 508455 | Atelierwoning                                          |
| Orgel St. Bavo | Vanwege onderdelen kerk   | 1833                                         |                                             | Herenweg bij 88           | 52° 21' 7" NB, 4° 36' 48" OL  | 515187 | Meer afbeeldingen                                      |
| Bosbeek | Kasteel, buitenplaats     | 18e eeuw                                     |                                             | Glipperdreef 209          | 52° 20' 6" NB, 4° 36' 53" OL  | 520065 | Meer afbeeldingen                                      |
| Landhuis Bosbeek: park- en tuinaanleg | Tuin, park en plantsoen   | 18e eeuw                                     |                                             | Glipperdreef bij 209      | 52° 20' 10" NB, 4° 36' 50" OL | 522898 | Meer afbeeldingen                                      |
| Landhuis Bosbeek: toegangshek | Tuin, park en plantsoen   | midden 19e eeuw                              |                                             | Glipperdreef bij 209      | 52° 20' 10" NB, 4° 36' 50" OL | 522899 | Meer afbeeldingen                                      |
| Landhuis Bosbeek: vijver | Tuin, park en plantsoen   | eerste helft 18e eeuw                        |                                             | Glipperdreef bij 209      | 52° 20' 10" NB, 4° 36' 50" OL | 522905 | Meer afbeeldingen                                      |
| Landhuis Bosbeek: natuurstenen piedestals | Tuin, park en plantsoen   | laat 18e eeuw                                |                                             | Glipperdreef bij 209      | 52° 20' 10" NB, 4° 36' 50" OL | 522906 | Meer afbeeldingen                                      |
| Landhuis Bosbeek: tuinhuisje | Tuin, park en plantsoen   | ca. 1900-1910                                |                                             | Glipperdreef bij 209      | 52° 20' 10" NB, 4° 36' 50" OL | 522907 | Meer afbeeldingen                                      |
| Landhuis Bosbeek: marmeren badkuip | Tuin, park en plantsoen   | 1761                                         |                                             | Glipperdreef bij 209      | 52° 20' 10" NB, 4° 36' 50" OL | 522908 | Meer afbeeldingen                                      |
| Groenendaal: tuin- en parkaanleg | Tuin, park en plantsoen   | tweede helft 18e eeuw                        |                                             | Glipperdreef bij 209      | 52° 20' 10" NB, 4° 36' 50" OL | 522909 | Meer afbeeldingen                                      |
| Groenendaal: koetshuis | Bijgebouwen kastelen enz. | laat 18e eeuw                                |                                             | Groenendaal 3             | 52° 20' 18" NB, 4° 36' 48" OL | 522910 | Groenendaal: koetshuis                                 |
| Groenendaal: tuinmanswoning | Bijgebouwen kastelen enz. | 18e/19e eeuw                                 |                                             | Groenendaal 4a            | 52° 20' 20" NB, 4° 36' 49" OL | 522911 | Groenendaal: tuinmanswoning                            |
| Groenendaal: moestuinmuur | Tuin, park en plantsoen   | 18e eeuw                                     |                                             | Glipperdreef bij 209      | 52° 20' 10" NB, 4° 36' 50" OL | 522912 | Upload foto                                            |
| Groenendaal: Leids tolhek | Tuin, park en plantsoen   | 1695                                         |                                             | Glipperdreef bij 209      | 52° 20' 10" NB, 4° 36' 50" OL | 522913 | Groenendaal: Leids tolhek                              |
| Groenendaal: portierswoning naast het hek met burchten | Bijgebouwen kastelen enz. | eerste kwart 19e eeuw                        |                                             | Herenweg 20               | 52° 20' 24" NB, 4° 36' 21" OL | 522916 | Groenendaal: portierswoning naast het hek met burchten |
| Groenendaal: hek met burchttorens aan de Sparrenlaan | Tuin, park en plantsoen   | eerste helft 18e eeuw                        |                                             | Glipperdreef bij 209      | 52° 20' 10" NB, 4° 36' 50" OL | 522917 | Groenendaal: hek met burchttorens aan de Sparrenlaan   |
| Groenendaalse Molen | Industrie- en poldermolen | onbekend (voor 1781)                         |                                             | Glipperdreef bij 209      | 52° 20' 31" NB, 4° 37' 3" OL  | 522918 | Meer afbeeldingen                                      |
| Berkenrode: hoofdhuis | Kasteel, buitenplaats     | 17e eeuw                                     |                                             | Herenweg 133              | 52° 21' 25" NB, 4° 36' 49" OL | 526314 | Meer afbeeldingen                                      |
| Berkenrode: park- en tuinaanleg | Tuin, park en plantsoen   | 18e eeuw                                     |                                             | Herenweg bij 131          | 52° 21' 23" NB, 4° 36' 45" OL | 526315 | Meer afbeeldingen                                      |
| Berkenrode: toegangshek | Tuin, park en plantsoen   | 1790-1810                                    |                                             | Herenweg bij 131          | 52° 21' 23" NB, 4° 36' 50" OL | 526316 | Meer afbeeldingen                                      |
| Berkenrode: boogbrug | Tuin, park en plantsoen   | 1700-1725                                    |                                             | Herenweg bij 131          | 52° 21' 23" NB, 4° 36' 35" OL | 526317 | Upload foto                                            |
| Berkenrode: moestuin met tuinmuur en kas | Tuin, park en plantsoen   | 18e eeuw                                     |                                             | Herenweg bij 129          | 52° 21' 19" NB, 4° 36' 38" OL | 526318 | Meer afbeeldingen                                      |
| Berkenrode: beeldengroep | Tuin, park en plantsoen   | 18e eeuw                                     |                                             | Herenweg bij 131          | 52° 21' 23" NB, 4° 36' 35" OL | 526319 | Upload foto                                            |
| Berkenrode: paardengraf | Tuin, park en plantsoen   | 1858                                         |                                             | Herenweg bij 131          | 52° 21' 17" NB, 4° 36' 21" OL | 526320 | Upload foto                                            |
| Berkenrode: koetshuis | Bijgebouwen kastelen enz. | 1845-1850                                    |                                             | Herenweg 131              | 52° 21' 23" NB, 4° 36' 49" OL | 526321 | Meer afbeeldingen                                      |
| Berkenrode: badhuisje ten noorden van de oprijlaan | Bijgebouwen kastelen enz. | 1795-1800                                    |                                             | Herenweg bij 131          | 52° 21' 22" NB, 4° 36' 42" OL | 526322 | Meer afbeeldingen                                      |
| Berkenrode: koepel direct ten zuiden van het toegangshek | Bijgebouwen kastelen enz. | 18e eeuw                                     |                                             | Herenweg 127              | 52° 21' 23" NB, 4° 36' 49" OL | 526323 | Meer afbeeldingen                                      |
| Berkenrode: tuinderswoning | Bijgebouwen kastelen enz. | eerste helft 19 eeuw                         |                                             | Herenweg 129              | 52° 21' 23" NB, 4° 36' 49" OL | 526324 | Meer afbeeldingen                                      |
| Berkenrode: dubbele dienstwoningen en een poortje | Bijgebouwen kastelen enz. | 1780-1820                                    |                                             | Herenweg 119              | 52° 21' 22" NB, 4° 36' 49" OL | 526325 | Meer afbeeldingen                                      |
| Berkenrode: enkele dienstwoning | Bijgebouwen kastelen enz. | 1850-1875                                    |                                             | Herenweg 117              | 52° 21' 22" NB, 4° 36' 49" OL | 526326 | Meer afbeeldingen                                      |
| Gliphoeve: hoofdhuis | Kasteel, buitenplaats     | 1625 en ouder                                |                                             | Glipperweg 9              | 52° 19' 44" NB, 4° 36' 18" OL | 527418 | Meer afbeeldingen                                      |
| Gliphoeve: park- en tuinaanleg | Tuin, park en plantsoen   | vroeg 19e eeuw                               | J.D. Zocher sr.                             | Glipperweg bij 9          | 52° 19' 45" NB, 4° 36' 15" OL | 527419 | Meer afbeeldingen                                      |
| Landhuis Hartekamp | Kasteel, buitenplaats     | 17e/18e/19e/20e eeuw                         |                                             | Herenweg 5                | 52° 19' 45" NB, 4° 35' 47" OL | 515576 | Meer afbeeldingen                                      |
| Hartekamp, tuin en parkaanleg | Tuin, park en plantsoen   |                                              |                                             | Herenweg bij 5            | 52° 19' 52" NB, 4° 35' 47" OL | 515653 | Meer afbeeldingen                                      |
| Hartekamp, twee hekpartijen | Bijgebouwen kastelen enz. |                                              |                                             | Herenweg bij 5            | 52° 19' 52" NB, 4° 35' 44" OL | 515654 | Meer afbeeldingen                                      |
| Hartekamp, pergola | Bijgebouwen kastelen enz. | 1909                                         | H.A.C. Poortman                             | Herenweg bij 5            | 52° 19' 52" NB, 4° 35' 44" OL | 515655 | Meer afbeeldingen                                      |
| Hartekamp, vaas | Bijgebouwen kastelen enz. | 19e eeuw                                     |                                             | Herenweg bij 5            | 52° 19' 52" NB, 4° 35' 44" OL | 515656 | Upload foto                                            |
| Hartekamp, drie halfronde stenen tuinbanken | Bijgebouwen kastelen enz. |                                              |                                             | Herenweg bij 5            | 52° 19' 52" NB, 4° 35' 44" OL | 515657 | Meer afbeeldingen                                      |
| Hartekamp, zonnewijzer | Bijgebouwen kastelen enz. |                                              |                                             | Herenweg bij 5            | 52° 19' 52" NB, 4° 35' 44" OL | 515658 | Meer afbeeldingen                                      |
| Hartekamp, Borstbeeld van Carolus Linnaeus | Bijgebouwen kastelen enz. | 1907                                         | W.M. Retera                                 | Herenweg bij 5            | 52° 19' 52" NB, 4° 35' 44" OL | 515659 | Meer afbeeldingen                                      |
| Landhuis Mariënheuvel | Kasteel, buitenplaats     | 1907-1909                                    |                                             | Glipperdreef 199          | 52° 19' 59" NB, 4° 36' 41" OL | 522624 | Landhuis Mariënheuvel                                  |
| Mariënheuvel, park en tuinaanleg | Tuin, park en plantsoen   |                                              |                                             | Glipperdreef bij 199      | 52° 20' 2" NB, 4° 36' 34" OL  | 522625 | Mariënheuvel, park en tuinaanleg                       |
| Mariënheuvel, inrijhek en tuinmuur | Tuin, park en plantsoen   | 1730                                         |                                             | Glipperdreef bij 197      | 52° 19' 59" NB, 4° 36' 52" OL | 522626 | Mariënheuvel, inrijhek en tuinmuur                     |
| Mariënheuvel, dienstwoning | Bijgebouwen kastelen enz. | 1730                                         |                                             | Glipperdreef 197          | 52° 19' 60" NB, 4° 36' 53" OL | 522627 | Mariënheuvel, dienstwoning                             |
| Mariënheuvel, portiershuisje | Bijgebouwen kastelen enz. | 1730                                         |                                             | Glipperdreef bij 197      | 52° 19' 59" NB, 4° 36' 52" OL | 522628 | Upload foto                                            |
| Meerzicht, koetshuis | Bijgebouwen kastelen enz. |                                              |                                             | Glipperdreef 193          | 52° 19' 59" NB, 4° 36' 52" OL | 522629 | Meerzicht, koetshuis                                   |
| Meerzicht, koepel | Bijgebouwen kastelen enz. |                                              |                                             | Glipperdreef bij 199      | 52° 20' 3" NB, 4° 36' 34" OL  | 522630 | Upload foto                                            |
| Woning Meerzicht | Bijgebouwen kastelen enz. |                                              |                                             | Glipperdreef 205          | 52° 20' 1" NB, 4° 36' 55" OL  | 522633 | Woning Meerzicht                                       |
| Ruïne van het pomphuis | Bijgebouwen kastelen enz. |                                              |                                             | Glipperdreef bij 199      | 52° 20' 4" NB, 4° 36' 36" OL  | 529181 | Ruïne van het pomphuis                                 |
| tuinmuur ten oosten van ruïne | Tuin, park en plantsoen   |                                              |                                             | Glipperdreef bij 199      | 52° 20' 4" NB, 4° 36' 36" OL  | 529182 | Upload foto                                            |
| tuinmuur ten westen van ruïne | Tuin, park en plantsoen   |                                              |                                             | Glipperdreef bij 199      | 52° 20' 4" NB, 4° 36' 36" OL  | 529183 | Upload foto                                            |
| Hartekamp, oranjerie | Bijgebouwen kastelen enz. |                                              |                                             | Herenweg bij 5            | 52° 19' 45" NB, 4° 35' 47" OL | 529945 | Meer afbeeldingen                                      |
| Hartekamp, tuinhuis | Bijgebouwen kastelen enz. |                                              |                                             | Herenweg bij 5            | 52° 19' 45" NB, 4° 35' 47" OL | 529946 | Meer afbeeldingen                                      |
| Hartekamp, spijlenhek | Bijgebouwen kastelen enz. |                                              |                                             | Herenweg bij 5            | 52° 19' 45" NB, 4° 35' 47" OL | 529947 | Meer afbeeldingen                                      |

Aalsmeer ·
Alkmaar ·
Amstelveen ·
Amsterdam ·
Bergen ·
Beverwijk ·
Blaricum ·
Bloemendaal ·
Castricum ·
Den Helder ·
Diemen ·
Dijk en Waard ·
Drechterland ·
Edam-Volendam ·
Enkhuizen ·
Gooise Meren ·
Haarlem ·
Haarlemmermeer ·
Heemskerk ·
Heemstede ·
Heiloo ·
Hilversum ·
Hollands Kroon ·
Hoorn ·
Huizen ·
Koggenland ·
Landsmeer ·
Laren ·
Medemblik ·
Oostzaan ·
Opmeer ·
Ouder-Amstel ·
Purmerend ·
Schagen ·
Stede Broec ·
Texel ·
Uitgeest ·
Uithoorn ·
Velsen ·
Waterland ·
Wijdemeren ·
Wormerland ·
Zaanstad ·
Zandvoort